# School Daze
Pour plus de détails, voir Fiche technique et Distribution.
School Daze est un film américain de Spike Lee, sorti en 1988.
Le film est inspiré des années d'études du cinéaste au Morehouse College d'Atlanta. Il met en scène l'affrontement de deux groupes d'étudiants afro-américains aux idées opposées, les « Wannabes » et les « Jigaboos ».

## Synopsis
Vaughn « Dap » Dunlap est un étudiant afro-américain, très engagé politiquement. Il fréquente le Mission College, un établissement noir d'Atlanta. Il lance des protestations anti-apartheid. Dès lors, il entre en conflit avec certains élèves, peu concernés par son combat. Dap s'oppose également à Julian Eaves (alias « Dean Big Brother Almighty ») de la fraternité étudiante Gamma Phi Gamma et leader des « Wannabees ».

## Fiche technique
Sauf indication contraire, les informations mentionnées dans cette section peuvent être confirmées par la base de données cinématographiques IMDb,  présente dans la section « Liens externes ».
- Titre original et français : School Daze
- Titre français alternatif pour la sortie en vidéo : Classe tous rires
- Réalisation et scénario : Spike Lee
- Musique : Bill Lee
- Montage : Barry Alexander Brown
- Décors : Wynn Thomas
- Direction artistique : Alan Trumpler
- Costumes : Ruth E. Carter
- Production : Spike Lee

Productrice déléguée : Grace Blake
Coproducteurs : Loretha C. Jones et Monty Ross
- Société de production : 40 Acres & A Mule Filmworks
- Distribution : Columbia Pictures (Etats-Unis)
- Genre : comédie dramatique
- Durée : 121 minutes
- Pays d'origine :  États-Unis
- Dates de sortie[1] : 
  - États-Unis : 12 février 1988
  - Royaume-Uni : 12 août 1988

## Distribution
- Laurence Fishburne (VF : Bernard Bollet) : Vaughn « Dap » Dunlap
- Giancarlo Esposito : Julian « Big Brother Almighty » Eaves
- Tisha Campbell : Jane Toussaint
- Joe Seneca : le président Harold McPherson
- Bill Nunn : Grady
- Art Evans : Cedar Cloud
- Ossie Davis : Coach Odom
- Branford Marsalis : Jordan
- Kadeem Hardison : Edge
- Spike Lee : Darrell « Half-Pint » Dunlap
- Joie Lee (VF : Maïk Darah) : Lizzie Life
- Jasmine Guy : Dina
- Samuel L. Jackson : Leeds
- Cinqué Lee : Buckwheat
- Kasi Lemmons : Perry
- Tyra Ferrell : Tasha
- Phyllis Hyman : Phyllis

## Bande originale
La bande originale du film se classe notamment 14e au Top R&B/Hip-Hop Albums.

### Liste des titres
1. "Da'Butt" — E.U.  – 5:14
2. "Perfect Match" — Tech & The Effx  – 6:03
3. "Be Alone Tonight" — Rays  – 3:56
4. "Straight and Nappy" — Jigaboos & Wannabees Chorus  – 6:08
5. "One Little Acorn" — Kenny Barron/Terence Blanchard  – 2:20
6. "I'm Building Me a Home" — Morehouse College Glee Club  – 2:45
7. "I Can Only Be Me" — Keith John  – 3:17
8. "One Little Acorn (Piano Solo)" — Kenny Barron  – 1:21
9. "Be One" — Phyllis Hyman  – 4:36
10. "Wake Up Suite" — The Natural Spiritual Orchestra  – 3:40
11. "We've Already Said Goodbye (Before We Said Hello)" — Pieces of a Dream – 4:11

### Classements
| Classement (1988)            | Meilleure position |
| ---------------------------- | ------------------ |
| Billboard 200                | 81                 |
| Billboard R&B/Hip-Hop Albums | 14                 |

Single
| Année | Titre              | Classement | Meilleure place |
| ----- | ------------------ | ---------- | --------------- |
| 1988  | "Be Alone Tonight" | U.S. R&B   | 83              |